# Dorylus ocellatus
Dorylus ocellatus é uma espécie de formiga do gênero Dorylus.